# اتوود (آلاباما)
اتوود (به انگلیسی: Atwood) یک منطقهٔ مسکونی در ایالات متحده آمریکا است که در شهرستان فرانکلین، آلاباما واقع شده‌است. اتوود ۲۲۶ متر بالاتر از سطح دریا واقع شده‌است.